# Saint-Charles-de-Bourget
Saint-Charles-de-Bourget är en kommun i provinsen Québec i Kanada, vars huvudort är byn Saint-Charles. Den ligger i regionen Saguenay–Lac-Saint-Jean, i den östra delen av landet, 500 km nordost om huvudstaden Ottawa.